# شش آهنی من
«شش آهنی من» (به انگلیسی: My Iron Lung) آلبومی از گروه موسیقی آلترنتیو راک ریدیوهد است که سال ۱۹۹۴ میلادی منتشر شد.